# 黄田镇 (贺州市)
黄田镇，是中华人民共和国广西壮族自治区贺州市平桂区下辖的一个乡镇级行政单位。

## 行政区划
黄田镇下辖以下地区：
黄田社区、黄田村、安山村、英石村、担石村、公和村、下排村、东水村、里宁村、长龙村、黄田寨村、新村、清面村、浩洞村和路花村。

## 交通
- 贵广客运专线：贺州站